# Kucina
Kucina (bułg. Куцина) – wieś w Bułgarii, w obwodzie Wielkie Tyrnowo, w gminie Połski Trymbesz. W 2024 roku liczyła 567 mieszkańców.

## Osoby związane z miejscowością

### Urodzeni
- Awram Awramow (1933) – bułgarski krajoznawca, poeta, podoficer